# カミール・サリヴァン
カミール・サリヴァン（Camille Sullivan, 1975年7月6日 - ）は、カナダ出身の女優である。

## 出演作品

### 映画
- フィア・ストーム（英語版）
- スーパーストームXXX
- エネミー（英語版）
- 人喰い怪物ゴブリン（英語版）
- アイス・ツイスター（ジョアン）
- フィアー・フロム・デプス（アーデン）
- ネバー・サレンダー 肉弾無双（英語版）

### テレビシリーズ
- フォーリング スカイズ2
- ALCTRAZ/アルカトラズ
- シークレット・サークル
- コンバット・ホスピタル 戦場救命
- THE KILLING〜闇に眠る美少女シーズン1
- ルーキーブルー ～新米警官 奮闘記～シーズン2（ジョー・ロザティ）
- リーガルに恋してシーズン1
- シャッタード-多重人格捜査官-
- 高い城の男